# ألفرد باين (لاعب كريكت)
ألفرد باين (23 أبريل 1858 في المملكة المتحدة - 23 يوليو 1943 في المملكة المتحدة) (بالإنجليزية: Alfred Payne)‏ هو لاعب كريكت بريطاني (وحمل سابقاً جنسية المملكة المتحدة لبريطانيا العظمى وأيرلندا). لعب مع نادي مقاطعة ساسكس للكركيت ‏.

## وصلات خارجية
- ألفرد باين (لاعب كريكت) على موقع إي آس بي آن كريك إنفو (الإنجليزية)